# الحبيل (دار الحبيل)

تعديل مصدري - تعديل

الحبيل(دار الحبيل) محلة تابعة لقرية ذي جهدم، التابعة لعزلة حدة بمديرية النادرة إحدى مديريات محافظة إب في الجمهورية اليمنية، بلغ تعداد سكانها 41 حسب تعداد اليمن لعام 2004.